# Halimah bint Abi Dhuayb
Halimah bint Abi Dhuayb was de pleegmoeder en min van de profeet Mohammed. Halimah en haar echtgenoot waren lid van het geslacht Sa'd b. Bakr, een tak van Hawazin (een grote Noord-Arabische stam of groep van stammen). Volgens schrifttekens zijn Halimah bint Abdullah en Halimah As-Sa'diyah andere versies van haar naam.
Zij overleed op hoge leeftijd op Cyprus toen ze van haar muilezel viel tijdens een belegering van Larnaca. Ze werd begraven in de buurt van het zoutmeer en haar graf werd een heilige plaats. De schrijn en later de moskee en het gehele complex werd naar haar genoemd. Het is momenteel voor de Islamitische wereld in rangorde de derde belangrijkste heilige plaats. Volgens de Shia-stroming in de Islam ligt haar graf echter in Jannatul Baqi bij Medina in Saoedi-Arabië. 